# Hidalgo kommun, Coahuila
Hidalgo är en kommun i Mexiko.   Den ligger i delstaten Coahuila, i den nordöstra delen av landet, 900 km norr om huvudstaden Mexico City. Arean är 1 620 kvadratkilometer.
Terrängen i Hidalgo är huvudsakligen platt.